# Budna vas
Budna vas este o localitate din comuna Sevnica, Slovenia, cu o populație de 87 de locuitori.